# Azanuy
Azanuy (Zanui en aragonés) es una localidad española, capital del municipio de Azanuy-Alins, comarca de La Litera, provincia de Huesca, Aragón.

## Toponimia
Hay varias teorías sobre su origen; una de ellas explica que puede ser un antropónimo prerromano como Attianus o Accienus, más el sufijo prerromano -oi.

## Geografía
Se encuentra situado a una altitud de 454 m sobre el nivel del mar, en la denominada Litera Alta, con paisajes rocosos y montañosos.

### Ubicación
Al municipio se puede acceder de varias maneras. Desde Monzón, a través de la carretera autonómica A-1237, que pasa por Almunia de San Juan; desde Binéfar por la A-133, pasando por San Esteban de Litera; y desde Barbastro por la N-123 hasta el puente las Pilas, a partir de ahí pasamos a una carretera autonómica que nos lleva de Estadilla, pasando por Fonz hasta llegar a Azanuy-Alíns.

## Historia

### Edad Media
Azanuy pudo ser reconquistado en 1089, Azanuy habría sido perdido por las razias musulmanas. La primera documentación de Azanuy aparece en 1093, en la colección diplomática de Pedro I, un año después, este mismo, concedería al priorato de San Bartolomé de Calasanz algunos derechos y posesiones en esta localidad. Alfonso I nombraría señor o tenente de Azanuy a Pedro Humbert, aunque con la muerte del rey Azanuy y otros territorios fueron perdidos por los musulmanes. Definitivamente, Ramón Berenguer IV tomaría Azanuy. En 1283 se verificó la unión de la iglesia de Azanuy al arcediano de Benasque. El año 1328, Azanuy pertenecía al monasterio de Sigena, hasta que es comprado por el conde de Ribagorza por 22.000 escudos; el conde nombra como señor a Domingo Quílez. A partir de ese momento, Azanuy y Alins pasan a pertenecer al condado de Ribagorza. El año 1407 es señor de Azanuy don Alonso, que lo donó a su nieto Hugo. El año 1425 el rey Alfonso V confirma la donación al condado de Ribagorza. A finales de la Edad Media aparece con 54 fuegos, tuvo hospital para acoger a peregrinos y pobres.

### Edad Moderna
En el año 1528 Guillermo de Urrea compra la posesión de Azanuy por 15 000 escudos. El año 1637 la población consta de 44 fuegos. Durante la guerra de los Segadores el pueblo es saqueado por el general francés Laforeche y sus tropas. A finales del siglo xviii habitaban el pueblo 688 personas.

### Edad Contemporánea
Azanuy es documentado en el Madoz, donde sabemos que había mucha variedad de animales y cultivos en el pueblo, aunque escasez de agua. Al finalizar el siglo xix ya superaba el millar de habitantes. En las próximas décadas del siglo xx, debido a la Guerra Civil y al éxodo rural de los años 1960 Azanuy, pierde cientos de habitantes. Alins y Azanuy se unen para formar el actual municipio en 1969.

## Demografía
| Gráfica de evolución demográfica de Azanuy entre 1842 y 1960 |
| |
| Población de derecho según los censos de población del INE Población de hecho según los censos de población del INEEntre el censo de 1970 y el anterior, este municipio desaparece porque se agrupa en el municipio Azanuy Alins |

| Gráfica de evolución de Azanuy entre 1842 y 2020                    |
|                                                                     |
| Datos obtenidos por la Población de derecho del INE. Década actual. |

## Lugares de interés

### Ermita de Santa Bárbara
Ermita original del siglo XVIII, de estilo moderno, de nave única rectangular, levantado sobre un zócalo de mampostería, los muros están pintados de blanco. El arco de entrada está hecho de ladrillo junto a un porche de pequeñas dimensiones. Predominan los vanos de iluminación en arco de medio punto hechos de ladrillo, dos en el ábside y otros dos en cada muro paralelo.

## Fiestas
- Fiesta mayor, 29 de abril, San Pedro de Verona.